# المكتبة الهندية

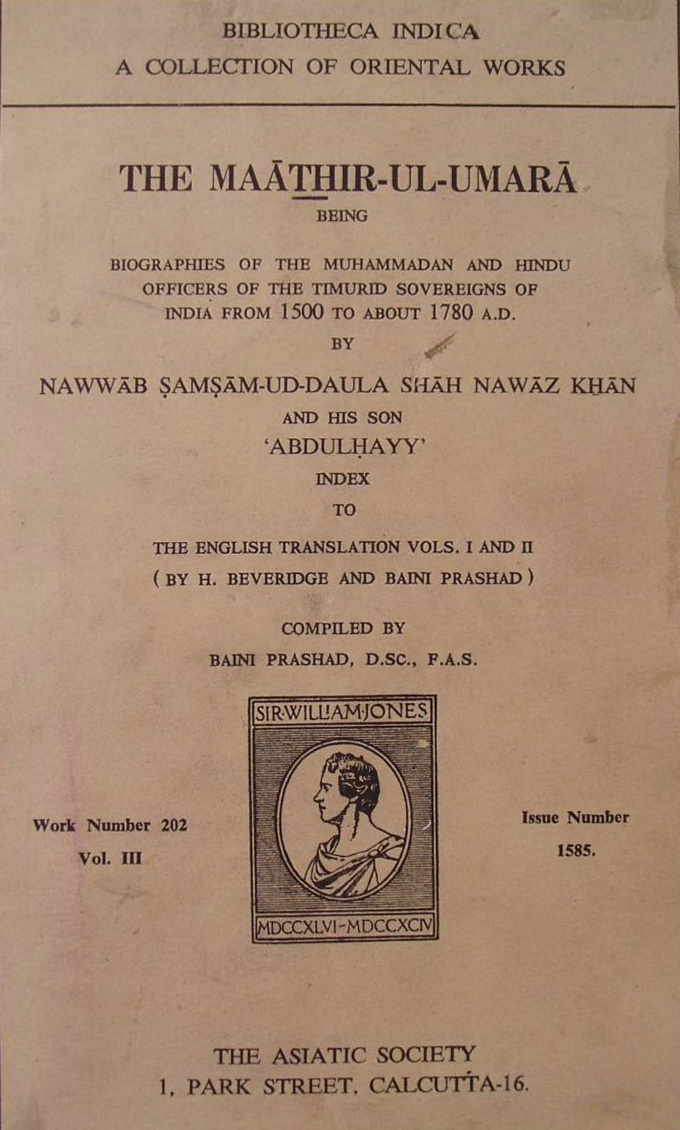
المكتبة الهندية

المكتبة الهندية هي سلسلة إنجليزية من الكتب التي تنتمي إلى أو تعالج الأدبيات الشرقية وتحتوي على إصدارات نصية أصلية بالإضافة إلى ترجمات إلى اللغة الإنجليزية، بالإضافة إلى المراجع والقواميس والقواعد والدراسات حول الموضوعات المتعلقة بآسيا في تخصصات أخرى (مثل علم الأعراق). أُطلقَت السلسلة في عام 1849 ونشرتها الجمعية الآسيوية في البنغال في كلكتا ثم الجمعية الملكية الآسيوية في البنغال ثم الجمعية الآسيوية.
أظهرت إعلانات الناشرين في أوائل القرن العشرين أن المكتبة الهندية مُقسَّمة إلى ثلاث سلاسل: السلسلة السنسكريتية، والسلسلة التبتية، والسلسلة العربية والفارسية. يذكر موقع الجمعية في عام 2022 أن اللغات المنشورة في السلسلة تشمل "السنسكريتية، والبراكريتية، والبالية، والراجاستانية، والكشميرية، والهندية، والبنغالية، والتبتية، والكوي، والعربية، والفارسية، والأردية، (...) في بعض الأحيان مع ترجمات [إنجليزية]".
أصبحت أغلبية الكتب في السلسلة الآن في المجال العام ومتاحة الآن على الإنترنت للتنزيل الرقمي. بالإضافة إلى ذلك، فإن جميع كتب المكتبة الهندية متاحة على المكتبة الرقمية للجمعية الآسيوية على شبكة محلية خاصة بمقر الجمعية.

## روابط خارجية
- سلسلة مكتبة إنديكا على موقع واي باك مشين - 303 عنوانًا
- سلسلة مكتبة إنديكا في الكتب الإلكترونية السنسكريتية
- مكتبة إنديكا: مجموعة من الأعمال الشرقية، السلسلة الجديدة 6-43 - مراجعة في Zeitschrift der Deutschen Morgenländischen Gesellschaft ، المجلد. 18، رقم 3 (1864)، ص 645-648